# Mikel Vesga
Mikel Vesga Arruti (Vitoria, 8 aprile 1993) è un calciatore spagnolo, centrocampista dell'Athletic Bilbao.

## Carriera
Nato a Vitoria-Gasteiz, Vesga ha debuttato da professionista con l' Aurrerá Vitoria nel 2012, in Tercera División. Nell'estate 2013 passa al Deportivo Alavés.
Il 1 ° luglio 2014, dopo aver rifiutato un nuovo accordo, [1] Vesga si è unito ad un'altra squadra B, il Bilbao Athletic in Segunda División B. Dopo aver guadagnato la fiducia dell'allenatore José Ángel Ziganda è stato sempre titolare durante la stagione, partecipando a 38 partite e segnando tre gol.
Vesga ha esordito professionalmente il 24 agosto 2015, iniziando con una sconfitta interna per 0-1 contro il Girona FC. Ha segnato il suo primo gol in campionato il 7 febbraio dell'anno successivo, segnando il vincitore in un successo in trasferta per 3-2 contro l' RCD Mallorca.
Il 17 agosto 2016, dopo aver trascorso tutto il pre-campionato con la prima squadra, Vesga si aggiunge definitivamente alla squadra di Ernesto Valverde e gli è stata assegnata la maglia numero 12. Ha fatto il suo debutto in Liga quattro giorni dopo, entrando come sostituto nel secondo tempo per Mikel San José nella sconfitta per 1–2 contro lo Sporting Gijón.
Il 12 settembre 2016 Vesga ha prolungato il contratto fino al 2019, con una clausola rescissoria fissata a 30 milioni di euro. Il 25 gennaio successivo, è stato ceduto in prestito allo Sporting Gijón fino alla fine della stagione. Ha segnato il suo primo gol il 15 aprile 2017.
Il 4 luglio 2018, Vesga è stato ceduto in prestito al CD Leganés per tutta la stagione. Al termine del prestito rientra in pianta stabile nella rosa della prima squadra dell'Athletic Bilbao.

## Palmarès

### Club

#### Competizioni nazionali
- Supercoppa di Spagna: 1

Athletic Bilbao: 2021
- Coppa di Spagna: 1

Athletic Bilbao: 2023-2024